# Parc national Washington Slagbaai
Le parc national Washington Slagbaai ( Washington Slagbaai National Park ) est un parc national et une réserve écologique qui occupe l'extrémité nord-ouest de l'île de Bonaire dans les Caraïbes néerlandaises. Les 5 643 hectares (21,78774483237 mi2) du parc couvrant approximativement 20 % de l'île sont gérées par STINAPA Bonaire, une organisation sans but lucratif dépendant des autorités publique de Bonaire. Créé en 1969, le parc national Washington Slagbaai fut la première réserve naturelle des Caraïbes néerlandaises .

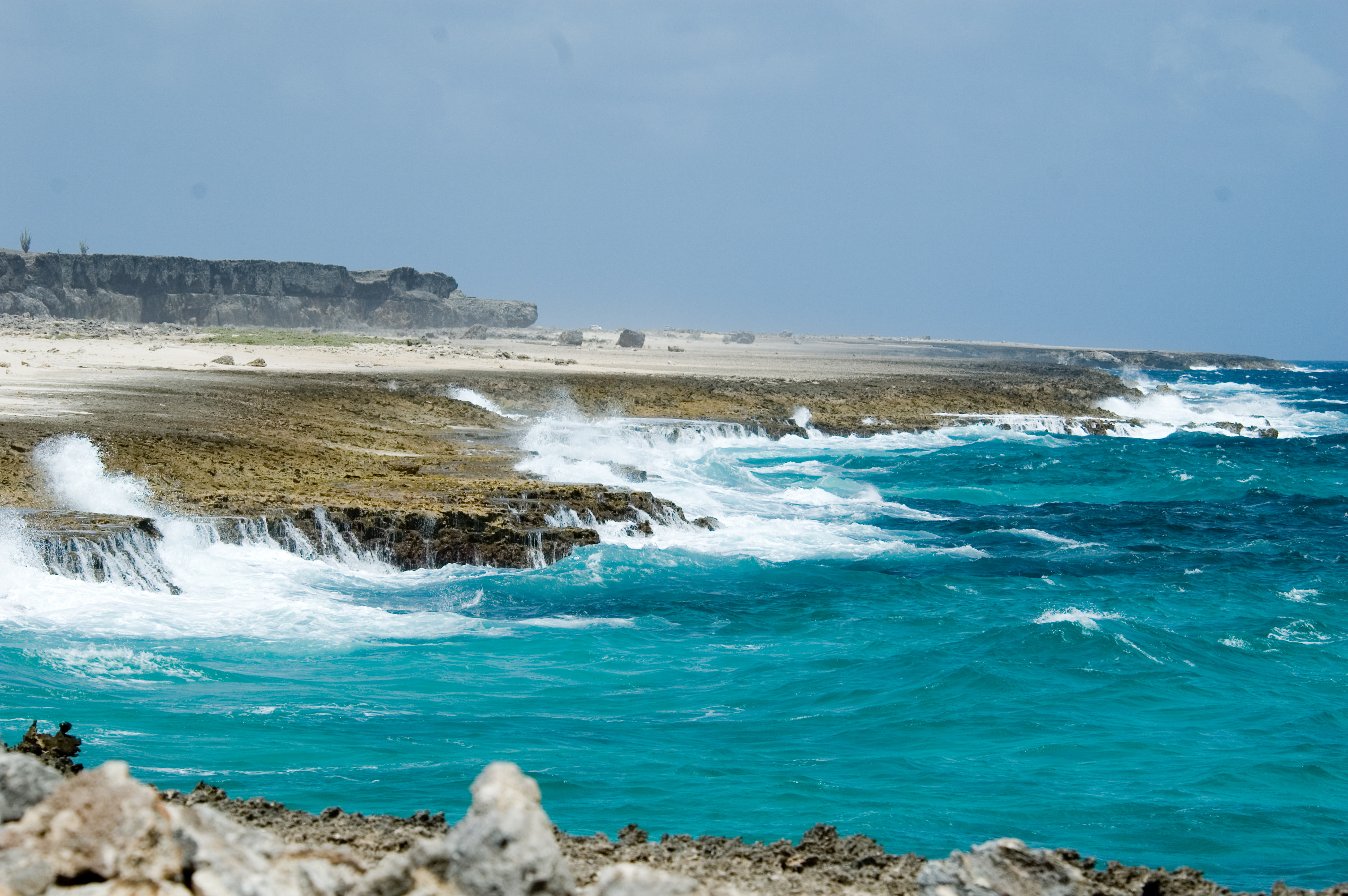
Une côte du parc national Washington Slagbaai.

Le Brandaris, sommet de l'île culminant à 241 mètres, se trouve dans le périmètre du parc.

## Flore et faune

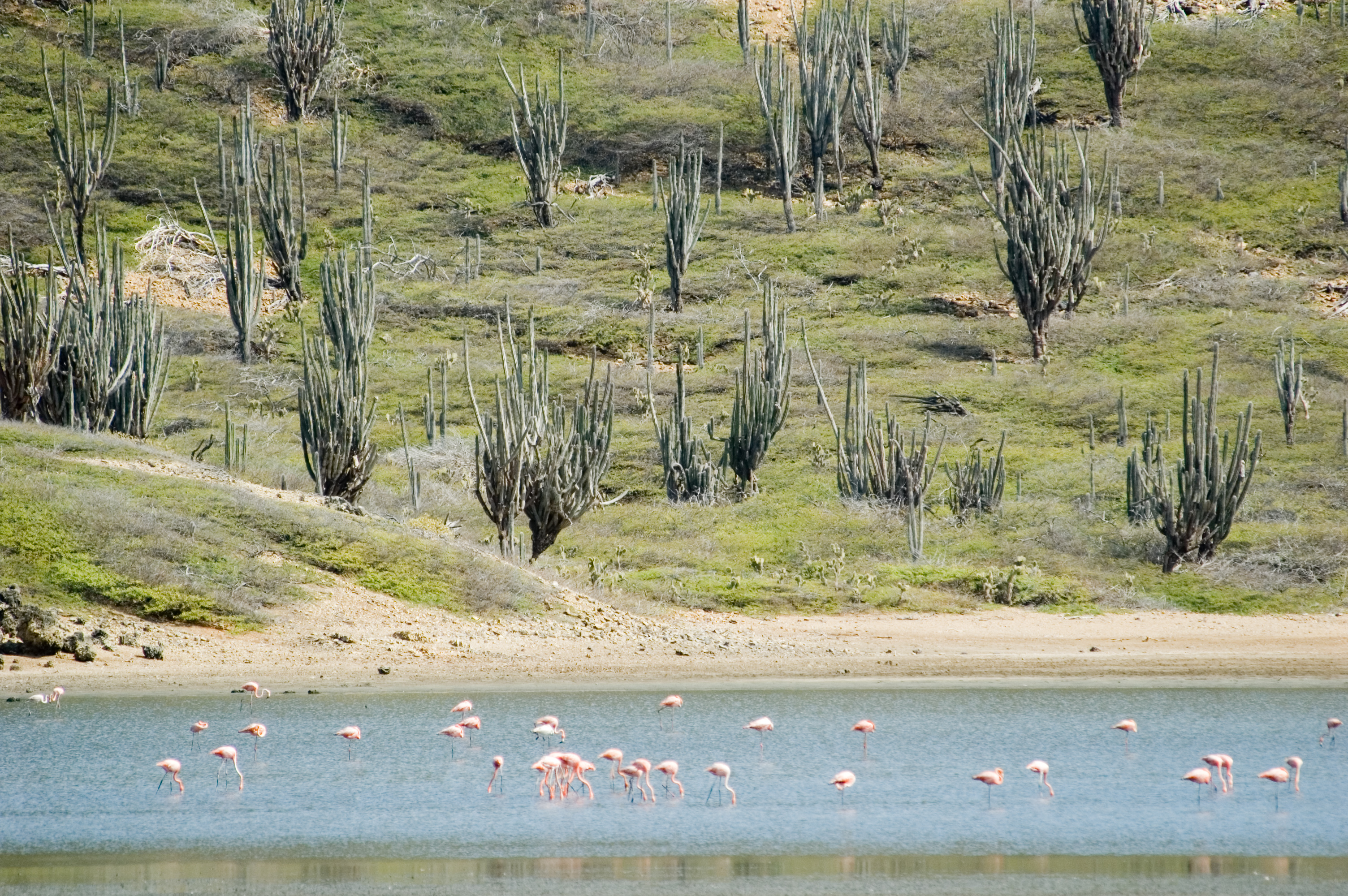
Des flamants sur l'étang.

La flore du parc comprend environ 340 espèces. Une grande partie des familles de plantes (environ 40 %) n'est représentée que par une seule espèce. La végétation typique est constituée de fruticée épineuse (Xerophytic shrublands) et de deux espèces principales de cacti : le yatu (Lemaireocereus griseus) et le cierge du Pérou (Cereus repandus) 

Les côtes du parc accueillent la ponte de plusieurs espèces de tortues menacées, dont la tortue verte (Chelonia mydas), la tortue imbriquée (Eretmochelys imbricata) et la caouanne (Caretta caretta) . La tortue luth (Dermochelys coriacea) peut occasionnellement être observée. 

Le parc est également une zone importante pour la conservation des oiseaux (ZICO) car il accueille la nidification et assure le nourrissage de diverses espèces menacées ou endémiques.
Les salars constituent une zone particulière accueillant le flamant des Caraïbes (Phoenicopterus ruber), généralement dénommée Pekelmeer flamingo sanctuary ("Sanctuaire des flamants du lac de sel"), profitant des vasières,.

Une des espèces de perroquet particulièrement menacée est l'amazone à épaulettes jaunes (Amazona barbadensis), avec des chances de survie des oisillons faibles dues à des prédations diverses Depuis 2008, ses populations sont de nouveau en croissance.
Le parc est également une destination de nidification pour des sternes menacées, telles la sterne pierregarin (Sterna hirundo), la sterne caugeks (Sterna sandvicensis) et la Petite Sterne (Sterna antillarum).